# 短吻红舌鳎
短吻红舌鳎（学名：Cynoglossus joyneri），又名焦氏舌鰨、驹舌、乔氏龙舌鱼，为舌鰨屬下的一个种，為亞熱帶海水魚，分布於西北太平洋韓國、日本南部至南中國海海域，棲息深度20-70公尺，體長可達24公分，棲息在沙泥底質的亞潮帶，生活習性不明，可做為食用魚。